# Обезьяний король
«Обезьяний король» (англ. The Monkey King) — анимационный фильм режиссёра Энтони Стакки, адаптация классической китайской сказки «Путешествие на Запад».
Премьера состоялась 18 августа 2023 года.

## Сюжет
События разворачиваются Древнем Китае. Обезьяний король считает себя особенным и стремится войти в клан Бессмертных. Для этого ему нужно сразиться с сотней демонов. С помощью «волшебной трости» он уничтожает одного врага за другим, получая признание и славу. Однако во время сражений с демонами происходят масштабные разрушения и даже рушатся целые города. Всё меняется, когда Обезьяний король встречает девушку по имени Лин, которая становится его помощницей, а позже и наставницей. Лин объясняет Царю, что важнее не побеждать демонов ради славы, а помогать окружающим.

## Актёрский состав
- Джимми О. Ян — Обезьяний король
- Боуэн Ян — Король драконов
- Джеймс Си — старая обезьяна
- Джо Кой
- Стефани Сюй
- Б. Д. Вонг[2]

## Производство и премьера
В октябре 2017 года китайская компания по производству анимационных фильмов Oriental DreamWorks (Pearl Studio), анонсировала фильм по сценарию Стива Бенчича и Рона Фридмана, но съёмки не состоялись. В мае 2021 года компания Netflix анонсировал съёмки анимационного фильма. Продюсерами выступили Пейлин Чоу и Кендра Хааланд, исполнительным продюсером — Стивен Чоу, режиссёром — Энтони Стакки.
Просмотр фильма состоялся на Международном фестивале анимационных фильмов в Анси 14 июня 2023 года.
Премьера «Обезьяньего короля» на Netflix запланирована 18 августа 2023 года.